# Anu-uballit Kephalon
Anu-uballiṭ Kephalon war ein Stadtherr von Uruk, der um 200 v. Chr. unter Antiochos III. amtierte. 
Er ist von verschiedenen Quellen bekannt. Er stiftete vor allem den Tempel des Anu und Antum im Jahr 201 v. Chr. Anu-uballit erbaute auch einen großen Irigal genannten Tempel. Diese Bauten, deren Ziegel mit seinem Namen geprägt sind, stehen vielleicht mit den siegreichen Feldzügen von Antiochos III. in Verbindung, der dazu den Auftrag und das Geld gab. Bei diesen Tempeln handelt es sich um die letzten großen Tempelbauten im babylonischen Stil in Mesopotamien.
Anu-uballit Kephalon war offensichtlich ein Mann aus Uruk, der einen zweiten griechischen Namen annahm. Er war mit einer griechischen Frau namens Antiochis (Tochter eines Diophantos) verheiratet.

## Weblink
| Personendaten    | Personendaten          |
| ---------------- | ---------------------- |
| NAME             | Anu-uballit Kephalon   |
| ALTERNATIVNAMEN  | Anu-uballiṭ Kephalon   |
| KURZBESCHREIBUNG | Stadtherr von Uruk     |
| GEBURTSDATUM     | 3. Jahrhundert v. Chr. |
| STERBEDATUM      | 2. Jahrhundert v. Chr. |